# Tweede Kamerverkiezingen 2017/Kandidatenlijst/Vrije Democratische Partij
Dit is de lijst van kandidaten van de Vrije Democratische Partij (VDP) voor de Nederlandse Tweede Kamerverkiezingen van 15 maart 2017, zoals deze op 3 februari 2017 werd vastgesteld door de Kiesraad. De partij deed mee in twee van de twintig kieskringen.

## Achtergrond
Enkel de kandidatenlijsten van de VDP in de kieskringen Den Helder en 's-Gravenhage werden door de Kiesraad goedgekeurd. De lijsttrekker werd Burhan Gökalp, tevens de enige kandidaat op de lijst.

## De lijst
1. B. Gökalp – 177

VVD · PvdA · PVV · SP · CDA · D66 · ChristenUnie · GroenLinks · SGP · Partij voor de Dieren · 50PLUS · OndernemersPartij · VNL · DENK · Nieuwe Wegen · Forum voor Democratie · De Burger Beweging · Vrijzinnige Partij · GeenPeil · Piratenpartij · Artikel 1 · Niet Stemmers · Libertarische Partij · Lokaal in de Kamer · Jezus Leeft · StemNL · Mens en Spirit/Basisinkomen Partij/V-R · Vrije Democratische Partij